# Yngvi
Az óészaki Yngvi [ˈyŋɡwe], az ófelnémet Ing/Ingwi és az óangol Ingƿine nevek olyan teonimához kapcsolódnak, amely úgy tűnik, Freyr isten régebbi neve. A protogermán *Ingwaz az ingaevonok, pontosabban ingvaeonok legendás őse volt, valamint az idősebb Futhark ᛜ és az angolszász ᛝ rúna rekonstruált neve, amely a ŋ-t képviseli.
Egy torques, az úgynevezett „Pietroassa gyűrűje”, amely egy Romániában felfedezett, harmadik-negyedik századi gótikus kincs része, súlyosan sérült rúnákkal van írva, amelyek egyik olvasata: gutanī [i(ng)]wi[n] hailag, „a gótok szent Ingwi[n]-jének”.